# Biélorusse
Pour les articles homonymes, voir Biélorusse (homonymie).
Cet article concerne la langue biélorusse. Pour le peuple biélorusse, voir Biélorusses.
 (juillet 2018).
Le biélorusse (en biélorusse : беларуская мова, biélarouskaïa mova ; łacinka : biełaruskaja mova ; dénominations alternatives en français : biélorussien, bélarusse, bélarussien, blanc-russien, russe blanc, biélarussien) est une langue appartenant au groupe slave oriental de la famille des langues indo-européennes.

## Orthographes
Il existe deux systèmes orthographiques pour le biélorusse. L'orthographe dite classique ou orthographe de Tarachkievitch (en biélorusse tarachkievitsa) a été mise au point par Branislaw Tarachkievitch en 1918. Elle est aujourd'hui surtout utilisée par la presse d'opposition et la diaspora biélorusse. L'autre orthographe, dite officielle (en) (appelée également narkamawka (en)), plus proche du russe, a été mise au point en 1933 et est la norme officielle du gouvernement biélorusse.

## Noms
Il existe un certain nombre de noms sous lesquels la langue biélorusse a été connue, à la fois contemporaine et historique. Certains des plus dissemblables sont de la vieille période biélorusse.

### Officiels (romanisés)
- Biélorusse (ou biélorussien[1]) — dérivé du nom russe de la Biélorussie (Белоруссия, Bieloroussia), utilisé officiellement à l'époque de l'URSS et, plus tard, en Russie[citation nécessaire].
- Bélarusse (ou bélarussien[2], biélarussien)[réf. nécessaire] — dérivé de Bélarus, forme romanisée du nom biélorusse du pays (Беларусь, Biélarous), officiellement approuvé pour une utilisation à l'étranger par les autorités biélorusses (vers 1992) et promu depuis.
- Ruthénien blanc (ou blanc-russien, ou russe blanc) — traduction littérale du mot « biélorusse ».

### Alternatifs
- Grand-lituanien (вялікалітоўская мова, vialikalitovskaïa mova) — proposé et utilisé par Ian Stankievitch (en) à partir des années 1960 pour prendre ses distances avec la « dégradante habitude d'utiliser un nom lié à l'appellation moscovite traditionnelle des terres biélorusses » et se rattacher à la « grande tradition de la nation biélorusse ».
- Kryvien ou Krivien (крывіцкая мова, kryvitskaïa mova, крывічанская мова, kryvitchanskaïa mova, ou крыўская мова, kryvskaïa mova ; en polonais : język krewicki) — dérivé du nom de la tribu slave des Krivitches, l'une des principales tribus à l'origine de la nation biélorusse. Créé et utilisé au XIXe siècle par les écrivains biélorusses de langue polonaise Jaroszewicz, Narbut, Rogalski et Jan Czeczot (be), et fortement promu par Vatslaw Lastowski.
- Ruthène noir commun (russe : простой чернорусский, prostoï tchernorousski) — utilisé au début du XIXe siècle par le chercheur russe Baranovski pour désigner le biélorusse vernaculaire contemporain[3].

### Vernaculaires
- Langue commune (простая мова, prostaïa mova) ou locale (тутэйшая мова, touteïchaïa mova) — utilisés principalement dans les périodes précédant la reconnaissance commune de l'existence de la langue biélorusse, et de la nation en général. Ces désignations sont supposées avoir été utilisées jusqu'à la fin des années 1930, notamment en Biélorussie occidentale.

## Classification et relations avec d'autres langues

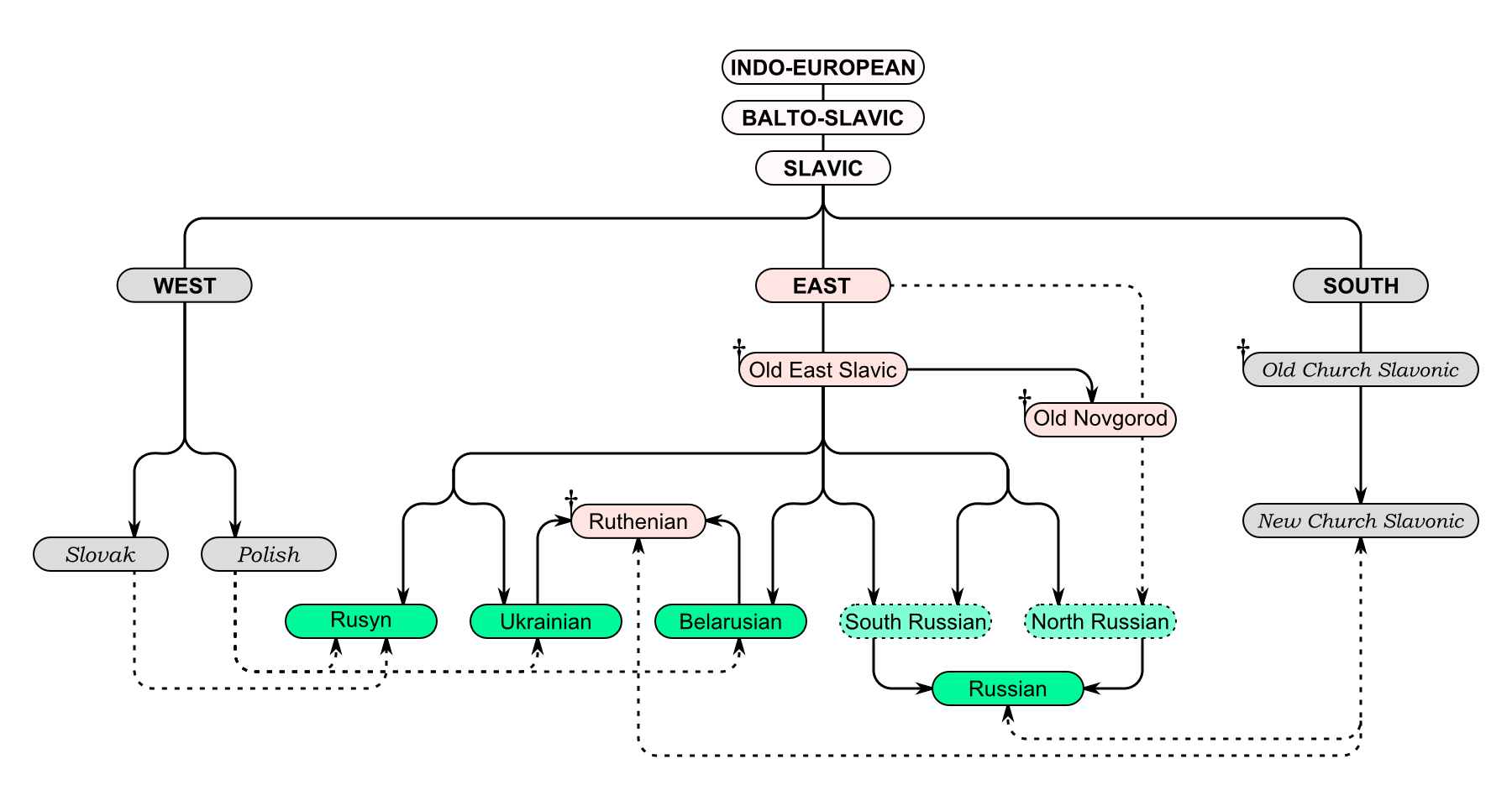
Arbre des langues slaves orientales.

Il existe un haut degré d'intelligibilité mutuelle entre les langues biélorusse, russe et ukrainienne qui sont toutes issues du vieux russien. Le biélorusse a une intelligibilité mutuelle de 80 % avec l'ukrainien, de 75 % avec le russe et de 41 % avec la langue polonaise. Parmi les langues slaves orientales, la langue biélorusse est la plus étroitement liée à l'ukrainien.

## Répartition et statut officiel
Le biélorusse est parlé, avec le russe (qui domine la vie publique notamment en milieu urbain), en Biélorussie (où il est la langue nationale et une des langues officielles), dans la voïvodie de Podlachie (Est de la Pologne) et dans des communautés émigrées (notamment au Canada). Bien qu'il soit langue officielle au même titre que le russe en Biélorussie, le biélorusse n'est presque plus parlé dans les grandes villes du pays. Le gouvernement d'Alexandre Loukachenko a d'ailleurs tendance à le considérer comme une langue rurale sans valeur autre que folklorique. D'après pravfond, en 1995, Loukachenko a ainsi déclaré que « les gens qui parlent la langue biélorusse ne peuvent rien faire d'autre que la parler, car rien de grand ne peut être exprimé en biélorusse. La langue biélorusse est une langue pauvre. Il n'y a que deux grandes langues dans le monde : le russe et l'anglais. »
Après deux siècles de domination et de russification sous l'Empire russe puis l'Union soviétique, l'administration et le pouvoir n'utilisent plus que le russe.

### Statut et histoire
En 1884, la langue biélorusse est reconnue par l'académie royale.
En 1897, 95 % de la population de l'ouest de l'empire parle biélorusse, ce qui conduite en 1921 de la République socialiste soviétique de Biélorussie (RSSB). La RSSB développe les écoles de langue biélorusse.
À la sortie de la Seconde Guerre mondiale, les usages linguistiques se trouvent modifiés par le retour au système soviétique après l'épisode nazi : le yiddish ne joue plus le même rôle alors que la langue biélorusse se trouve associée à certains nationalistes ayant participé au gouvernement nazi-antirusse. Le biélorusse perd aussi de l'influence à mesure que prennent fonctions des cadres en provenance de Russie.
Sous la période de Staline (1922-1952), la diversité linguistique est sensiblement maintenue. Sous les périodes de Khrouchtchev (1958-1964) et de Brejnev (1960-1982), la société biélorusse est russifiée. En particulier, Khrouchtchev développe le « libre choix », qui favorise la langue russe au détriment du biélorusse : une fois que la langue principale de l'école devient le russe, le biélorusse acquiert un statut de langue secondaire aux yeux de certains parents.
En 1990, la langue biélorusse acquiert le statut de langue officielle unique juste avant l'indépendance de 1991. En 1995, ce choix est infléchi par référendum : le 14 mai 1995, le russe est imposé comme deuxième langue d’État.
En 2020, seuls 8 % de la population parle biélorusse au quotidien, selon un sondage publié par le Center for East European and International Studies.
Le biélorusse jouit d'un rôle de langue identitaire alors que le russe joue le rôle de langue utilitaire, quand certains parents souhaitent que leurs enfants bénéficient également d'un enseignement en langue anglaise.

## Prononciation et écriture

### Prononciation
Le biélorusse moderne utilise environ cinquante phonèmes, dont six voyelles et de 39 à 48 consonnes. Le nombre des consonnes dépend des dialectes et des accents variables d'une région à l'autre ; le nombre le plus généralement retenu est 39 consonnes.
Le biélorusse possède un accent tonique à position variable.
Le biélorusse a subi une très forte apophonie accentuelle, marqué par un glissement du son [o] vers le son [a] hors accent. Ce glissement se retrouve à l'écrit (à l'inverse du russe, qui a gardé la graphie ‹ о ›). On trouve par exemple le mot Фанетыка (fanietyka, « phonétique »). À noter également le signe ‹ ы › [ɨ] là où on aurait attendu ‹ i › [i], phénomène très fréquent en biélorusse.

### Écriture
Le biélorusse s'écrit surtout avec l'alphabet cyrillique, selon les conventions de l'orthographe dite classique (codifiée en 1918 par Branislaw Tarachkievitch et aujourd'hui surtout utilisée par la presse d'opposition et la diaspora biélorusse) ou de la narkamawka (en) (orthographe plus proche de celle du russe, en usage officiel en Biélorussie depuis la réforme orthographique de 1933 (en)). Il a aussi pu s'écrire avec l'alphabet łacinka (alphabet latin modifié) ou avec l'alphabet arabe (utilisé par la très restreinte communauté tatare il y a plusieurs siècles).
Le tableau suivant présente les majuscules de l'alphabet cyrillique biélorusse et leur équivalent orthographié selon les usages français :
| Majuscule | Minuscule | Nom                   | API              | Transcription (francophone) de la CNT | Translittération ISO 9 1995 | Romanisation BGN/PCGN (anglophone) | Gouvernement biélorusse |
| --------- | --------- | --------------------- | ---------------- | ------------------------------------- | --------------------------- | ---------------------------------- | ----------------------- |
| А         | а         | a                     | [a]              | a                                     | a                           | a                                  | a                       |
| Б         | б         | bé                    | [b] ~ [bʲ]       | b                                     | b                           | b                                  | b                       |
| В         | в         | vé                    | [v] ~ [vʲ]       | v                                     | v                           | v                                  | v                       |
| Г         | г         | hé                    | [h] ~ [ɣ]        | h                                     | g                           | h                                  | h                       |
| Д         | д         | dé                    | [d] ~ [dʲ]       | d                                     | d                           | d                                  | d                       |
| Е         | е         | ié                    | [ʲɛ]             | e, ie                                 | e                           | ye                                 | ie                      |
| Ё         | ё         | io                    | [ʲo]             | e, io                                 | ë                           | yo                                 | io                      |
| Ж         | ж         | jé                    | [ ʒ]             | j                                     | ž                           | zh                                 | ž                       |
| З         | з         | zé                    | [z] ~ [zʲ]       | z                                     | z                           | z                                  | z                       |
| І         | і         | i                     | [i], [ʲi], [ ji] | i                                     | ì                           | i                                  | i                       |
| Й         | й         | i bref и нескладовае  | [ j]             | ï                                     | j                           | y                                  | j                       |
| К         | к         | ka                    | [k] ~ [kʲ]       | k                                     | k                           | k                                  | k                       |
| Л         | л         | él                    | [ɫ] ~ [ʎ]        | l                                     | l                           | l                                  | l                       |
| М         | м         | ém                    | [m] ~ [mʲ]       | m                                     | m                           | m                                  | m                       |
| Н         | н         | én                    | [n] ~ [nʲ]       | n                                     | n                           | n                                  | n                       |
| О         | о         | o                     | [o]              | o                                     | o                           | o                                  | o                       |
| П         | п         | pé                    | [p] ~ [pʲ]       | p                                     | p                           | p                                  | p                       |
| Р         | р         | ér                    | [r] ~ [rʲ]       | r                                     | r                           | r                                  | r                       |
| С         | с         | és                    | [s] ~ [sʲ]       | s                                     | s                           | s                                  | s                       |
| Т         | т         | té                    | [t] ~ [tʲ]       | t                                     | t                           | t                                  | t                       |
| У         | у         | ou                    | [u]              | ou                                    | u                           | u                                  | u                       |
| Ў         | ў         | ou bref у нескладовае | [w]              | v                                     | ŭ                           | w                                  | ŭ                       |
| Ф         | ф         | éf                    | [f] ~ [fʲ]       | f                                     | f                           | f                                  | f                       |
| Х         | х         | kha                   | [ x] ~ [ xʲ]     | kh                                    | h                           | kh                                 | ch                      |
| Ц         | ц         | tsé                   | [ts]             | ts                                    | c                           | ts                                 | c                       |
| Ч         | ч         | tché                  | [tʃʲ]            | tch                                   | č                           | ch                                 | č                       |
| Ш         | ш         | cha                   | [ ʃ ]            | ch                                    | š                           | sh                                 | š                       |
| Ы         | ы         | y                     | [ɨ]              | y                                     | y                           | y                                  | y                       |
| Ь         | ь         | signe mou мяккі знак  | [ʲ]              | -                                     | ’                           | ’                                  | ◌́                       |
| Э         | э         | è                     | [ɛ]              | e                                     | è                           | e                                  | e                       |
| Ю         | ю         | iou                   | [ʲu]             | iou                                   | û                           | yu                                 | iu                      |
| Я         | я         | ia                    | [ʲa]             | ia                                    | â                           | ya                                 | ia                      |
| ’         | -         | apostrophe апостраф   | -                | ’                                     | ’                           | ’                                  | -                       |

### Remarques
Officiellement, la lettre г correspond autant au son [ɣ] qu'au son [g], ce qui lui donne invariablement ses usages russe et ukrainien. Mais en pratique, seul le premier son correspond à cette lettre, qui prend la valeur de [g] afin uniquement d'écrire des emprunts aux langues étrangères. Autrefois, la lettre ґ effaçait ces confusions en incarnant le son [g], mais la standardisation du biélorusse l'a supprimée.
La combinaison de la lettre д avec les lettres ж ou з crée des sons particuliers, [dʒ] et [dz]. Ces consonnes affriquées sont parfois précisées dans les alphabets biélorusses de cette façon, ДЖдж, ДЗдз.
La lettre Ў représente le phonème [ʊ] comme dans l'anglais house [haʊs] ou l'allemand Haus [haʊs], neutralisation du [v] et du [l] avant une consonne ou à la fin d'un mot.
Inconnue dans les variations de l'alphabet latin comme une lettre à part entière, l'apostrophe est essentielle en biélorusse. Elle sert à montrer, lorsqu'une consonne est suivie d'une voyelle, que la première n’est pas palatalisée.

## Grammaire
Le biélorusse est une langue fléchie avec conjugaisons et déclinaisons. L'ordre des groupes syntaxiques est principalement défini par la structure communicative.[réf. souhaitée]

### Déclinaison du substantif
La flexion nominale est basée sur un système de déclinaisons. Les formes plurielles des différentes déclinaisons sont presque unifiées.
Les noms se divisent en trois déclinaisons :
- la première déclinaison rassemble les noms masculins terminés par une consonne et les noms neutre terminés par une voyelle,
- la deuxième déclinaison rassemble les noms féminins en -а et -я,
- la troisième déclinaison rassemble les noms féminins terminés en consonne.

Le système traditionnel de numérotation en vigueur dans les écoles inverse la première et la deuxième déclinaison,. 

#### Principales altérations
Les déclinaisons existent en général sous trois variantes :
|                     | Terminaison (ou voyelle initiale de la terminaison) | Terminaison (ou voyelle initiale de la terminaison) | Terminaison (ou voyelle initiale de la terminaison) |
|                     | modèle mixte                                        | modèle mou                                          | modèle dur                                          |
| ------------------- | --------------------------------------------------- | --------------------------------------------------- | --------------------------------------------------- |
| radical en consonne | -                                                   | ь (ou й)                                            | -                                                   |
| radical en voyelle  | а                                                   | я                                                   | а                                                   |
| radical en voyelle  | у                                                   | ю                                                   | у                                                   |
| radical en voyelle  | ы                                                   | і                                                   | ы                                                   |
| radical en voyelle  | е                                                   | і                                                   | ы                                                   |
| radical en voyelle  | о                                                   | ё                                                   | о                                                   |

Le modèle mixte est constitué de bases vocaliques dures à l'exception de -е. Le modèle dur est identique au modèle mixte sauf la voyelle molle  -е qui est remplacée par -ы. Il est ainsi strictement parallèle au modèle mou (tous deux partagent l'absence de différence entre  -ы/-е). Les mots du modèle dur ont un radical terminé par -ш, -ч, -ж, -дж, -дз, -ц ou -р. 
Les consonnes г, к et х ont certaines particularités. D'une part, elles provoquent le remplacement des terminaisons en -ы par des  terminaisons en -і :
| Nominatif singulier | Génitif singulier ou nominatif pluriel | Traduction              |
| ------------------- | -------------------------------------- | ----------------------- |
| наг-а               | наг-і                                  | 'la jambe'              |
| рук-а               | рук-і                                  | 'la main'               |
| страх-а             | страх-і                                | 'le revêtement du toit' |

D'autre part, ces trois consonnes subissent une mutation par palatalisation devant la terminaison -е :
|       | Nominatif singulier | Datif ou prépositif singulier | Traduction              |
| ----- | ------------------- | ----------------------------- | ----------------------- |
| г > з | наг-а               | наз-е                         | 'la jambe'              |
| к > ц | рук-а               | руц-э (1)                     | 'la main'               |
| х > с | страх-а             | страс-е                       | 'le revêtement du toit' |

(1) -э remplace -е après ц (tout comme dans le modèle dur) .
Les consonnes т et д sont également soumises à une mutation devant cette terminaison :
|        | Nominatif singulier | Datif ou prépositif singulier | Traduction   |
| ------ | ------------------- | ----------------------------- | ------------ |
| д > дз | праўд-а             | праўдз-е                      | 'la vérité'  |
| т > ц  | планет-а            | планец-е                      | 'la planète' |

À noter que dans ce cas, -е est conservé après ц.

#### Première déclinaison (formes du singulier)
Cette déclinaison comprend des noms masculins et neutres. Les noms masculins se divisent en animés et non animés
|                  | modèle mixte         | modèle mou           | modèle dur           |
| ---------------- | -------------------- | -------------------- | -------------------- |
| Traduction       | 'la forêt'           | 'le cheval'          | 'le couteau'         |
| Nominatif        | лес                  | конь (1)             | нож (1)              |
| Accusatif (2)    | Nominatif ou génitif | Nominatif ou génitif | Nominatif ou génitif |
| Génitif (3)      | лес-у                | кан-я                | наж-а                |
| Datif            | лес-у                | кан-ю                | наж-у                |
| Prépositif (4)   | лес-е                | кан-і                | наж-ы                |
| Instrumental (5) | лес-ам               | кан-ём               | наж-ом               |

(1) La voyelle о n'est possible que sous l'accent tonique. Dans le cas de конь et нож, l'accent se déplace sur la terminaison (sauf au nominatif qui n'a pas de terminaison), la voyelle radicale (sans accent tonique) est donc exprimée sous la forme de a (кан-/наж-). 
(2) Les inanimés, certains masculins et tous les noms neutres, utilisent la forme du nominatif comme forme de l'accusatif. Les animés (les autres masculins) utilisent la forme du génitif comme forme de l'accusatif.
(3) Certains mots ont un génitif en -у, en particulier les substances non dénombrables, les phénomènes naturels et les noms désignant des lieux. Les autres, notamment les animés, les objets dénombrables et les entités temporelles, font leur génitif en -а.
(4) La terminaison -е entraîne la palatalisation des consonnes finales г et х ainsi que т et д. Pour les radicaux qui se terminent en -к , une terminaison alternative -у (identique au datif) est utilisée dans la langue standard. Par ailleurs, pour les animés le prépositif est généralement identique au datif (-у/-ю/-у)
(5) Si l'accent tonique est sur le radical, les terminaisons sont -ам/-ям/-ам. Les terminaisons accentuées sont -ом/-ём/-ом.

#### Deuxième déclinaison (formes du singulier)
Cette déclinaison comprend les noms féminins terminés par une voyelle.
|              | modèle mixte  | modèle mou    | modèle dur   |
| ------------ | ------------- | ------------- | ------------ |
| Traduction   | 'le mur'      | 'la terre'    | 'l'âme'      |
| Nominatif    | сцян-а        | зямл-я        | душ-а        |
| Accusatif    | сцян-у        | зямл-ю        | душ-у        |
| Génitif      | сцян-ы (1)    | зямл-і        | душ-ы        |
| Datif        | сцян-е (2)    | зямл-і        | душ-ы        |
| Prépositif   | сцян-е (2)    | зямл-і        | душ-ы        |
| Instrumental | сцян-ой (-ою) | зямл-ёй (-ёю) | душ-ой (-ою) |

(1) La terminaison est -і après les consonnes г, к et х.
(2) La terminaison -е entraîne la palatalisation des consonnes г, к et х ainsi que т et д.

#### Troisième déclinaison (formes du singulier)
Cette déclinaison peu nombreuse contient des noms féminins terminés par une consonne.
|                  | modèle mixte        | modèle mou | modèle dur |
| ---------------- | ------------------- | ---------- | ---------- |
| Traduction       | 'le chantier naval' | 'l'os'     | 'la nuit'  |
| Nominatif        | верф                | косць      | ноч        |
| Accusatif        | верф                | косць      | ноч        |
| Génitif          | верф-і              | косц-і     | ноч-ы      |
| Datif            | верф-і              | косц-і     | ноч-ы      |
| Prépositif       | верф-і              | косц-і     | ноч-ы      |
| Instrumental (1) | верф’-ю             | косц-ю     | ночч-у     |

(1) Lorsque le radical se termine par une consonne unique, cette consonne est redoublée à l'instrumental.

#### Formes du pluriel
Seul le génitif diffère selon le type de déclinaison du singulier.
|              | modèle mixte         | modèle mou           | modèle dur           |
| ------------ | -------------------- | -------------------- | -------------------- |
| Traduction   | 'les tables'         |                      |                      |
| Nominatif    | стал-ы (1)           |                      |                      |
| Accusatif    | Nominatif ou génitif | Nominatif ou génitif | Nominatif ou génitif |
| Génitif      | стал-оў (2)          |                      |                      |
| Datif        | стал-ам              |                      |                      |
| Prépositif   | стал-ах              |                      |                      |
| Instrumental | стал-амі             |                      |                      |

(1) La terminaison est -i après les consonnes г, к et х.
(2) En général, la terminaison est nulle pour les mots de la première déclinaison et -ей pour les mots de la troisième déclinaison.

### Déclinaison de l'adjectif

#### Formes du singulier
|              | masculin                 | neutre                   | féminin          |
| ------------ | ------------------------ | ------------------------ | ---------------- |
| Traduction   | 'intéressant(e)'         | 'intéressant(e)'         | 'intéressant(e)' |
| Nominatif    | цікав-ы                  | цікав-ае (1)             | цікав-ая         |
| Accusatif    | Nominatif ou génitif (2) | Nominatif ou génitif (2) | цікав-ую         |
| Génitif      | цікав-ага (3)            | цікав-ага (3)            | цікав-ай (5)     |
| Datif        | цікав-аму (4)            | цікав-аму (4)            | цікав-ай (5)     |
| Prépositif   | цікав-ым                 | цікав-ым                 | цікав-ай (5)     |
| Instrumental | цікав-ым                 | цікав-ым                 | цікав-ай (5)     |

(1) -ое si l'accent tonique est sur la terminaison.
(2) Nominatif avec un nom masculin inanimé ou un neutre, génitif avec un nom masculins animé. 
(3) -ога si l'accent tonique est sur la terminaison.
(4) -ому si l'accent tonique est sur la terminaison.
(5) -ой si l'accent tonique est sur la terminaison.

#### Formes du pluriel
|              | modèle mixte         | modèle mou           | modèle dur           |
| ------------ | -------------------- | -------------------- | -------------------- |
| Traduction   | 'intéressants'       |                      |                      |
| Nominatif    | цікав-ыя             |                      |                      |
| Accusatif    | Nominatif ou génitif | Nominatif ou génitif | Nominatif ou génitif |
| Génitif      | цікав-ых             |                      |                      |
| Datif        | цікав-ым             |                      |                      |
| Prépositif   | цікав-ых             |                      |                      |
| Instrumental | цікав-ымі            |                      |                      |